# Véra (nouvelle de Villiers de l'Isle-Adam)
Pour les articles homonymes, voir Vera.
Véra est une nouvelle fantastique d'Auguste de Villiers de l'Isle-Adam, parue en 1874.
La nouvelle est reprise dans le recueil Contes cruels en 1883.

## Résumé
Le comte d’Athol est en deuil : sa femme Véra est décédée subitement. Après avoir passé la journée dans une cave  (le caveau), il en a jeté la clé à la suite de sa décision mystérieuse de ne plus revenir. Il se retrouve dans la chambre de Véra où rien n’a bougé. Le comte n’a plus aucune raison de vivre. Il se remémore leur rencontre et leurs six mois de bonheur. Un domestique venu voir son maître est empli de terreur car le comte fait comme si Véra était toujours là. Le comte fait renvoyer tout son personnel sauf Raymond afin de s’isoler encore plus du monde avec sa belle. D’abord sceptique et inquiet, Raymond se laisse entraîner dans l’affreux mirage de son maître, ce qui lui fait peur. Le comte est persuadé d’être avec Véra à tel point qu’il semble effectivement y avoir une présence supplémentaire dans l’hôtel particulier qu’ils occupent. Ils vivent ainsi durant un an. Le soir de l’anniversaire de la mort de la comtesse, tout semble faire croire à son retour dans sa chambre. Elle veut revenir vers celui qui l’aime tant. Elle doit absolument être dans sa chambre ! Le comte y croit tellement qu’il la voit et qu’il l’entend lui parler. Ils s’embrassent. D’un coup, il se souvient qu’elle est morte et toutes ses illusions s’envolent. Alors qu’il pleure pour la retrouver, un objet tombe : la clé du caveau...

## Le fantastique dansVéra: deux lectures
Le narrateur n'est pas le héros, il raconte ainsi l'histoire avec du recul par rapport aux événements fantastiques. Le comte d'Athol, lui, ne trouve rien de surnaturel au retour de sa femme car il l'aime encore beaucoup.

## Adaptations
- Josefina Molina a réalisé deux adaptations de la nouvelle sous le titre Vera, un cuento cruel : en 1971, dans un téléfilm pour la télévision espagnole et, en 1974, dans un long métrage pour le cinéma[1].

- Un court métrage français est sorti en 1966 : Véra, réalisé par Francis Morane.

- Véra fait également partie des principales sources d'inspiration du film La piel que habito du réalisateur espagnol Pedro Almodóvar sorti en 2011[2].